# Estrées (Aisne)
Estrées – miejscowość i gmina we Francji, w regionie Hauts-de-France, w departamencie Aisne.
Według danych na styczeń 2014 roku gminę zamieszkiwały 422 osoby, a gęstość zaludnienia wynosiła 59,9 osób/km².